# منطقه مارکهام
منطقه مارکهام یکی از منطقه های استان موروبه واقع در کشور پاپوآ گینه نو می باشد. مرکز این منطقه کائیاپیت است. این منطقه خود از ۳ فرمانداری محلی تشکیل می گردد که هر فرمانداری به منظور سهولت در امر آمارگیری خود به چند بخش تقسیم می شود. طبق سرشماری سال ۲۰۰۰ میلادی جمعیت این منطقه ۴۹٬۰۷۴ نفر بوده است.

## تقسیمات
این منطقه دارای ۳ فرمانداری محلی است که اسامی آن ها به شرح زیر است:
- فرمانداری محلی روستایی اونگا-وافا
- فرمانداری محلی روستایی اومی-آتزرو
- فرمانداری محلی روستایی وانتوآت-لرون